# Penzenreuth (Pegnitz)
Penzenreuth ist ein Gemeindeteil der Stadt Pegnitz im Landkreis Bayreuth (Oberfranken, Bayern). Die Gemarkung Penzenreuth hat eine Fläche von 7,298 km². Sie ist in 907 Flurstücke aufgeteilt, die eine durchschnittliche Flurstücksfläche von 8045,83 m² haben. In ihr liegen neben dem namensgebenden Ort die Gemeindeteile Lobensteig, Neuhof, Pertenhof und Reisach.

## Geografie
Der Weiler liegt in einer flachhügeligen Gegend und ist weitestgehend von Acker- und Grünland umgeben. Im Nordwesten befindet sich die Felsengruppe Auf der Wache, die als Geotop und Naturdenkmal ausgezeichnet ist. Die Kreisstraße BT 25/AS 45 führt nach Pertenhof (0,3 km nördlich) bzw. nach Nasnitz zur Staatsstraße 2162 (2,5 km südlich). Gemeindeverbindungsstraßen führen nach Reisach (1,4 km nordwestlich) und nach Gunzendorf zur Kreisstraße AS 43 (2,1 km östlich).

## Geschichte
Im Jahr 1795 erlitt das kleine Dorf Penzenreuth durch ein Feuer großen Schaden. Der Besitzer eines vom Brand verschonten Hofes errichtete zum Dank auf einem Bergrücken vor dem Ort eine mit Linden umpflanzte Kapelle.
Mit dem Gemeindeedikt (frühes 19. Jahrhundert) wurde die Ruralgemeinde Penzenreuth gebildet, zu der Lobensteig, Neuhof, Pertenhof und Reisach gehörten. Sie unterstand in Verwaltung und Gerichtsbarkeit dem Landgericht Auerbach. Ab 1862 gehörte sie zum Bezirksamt Eschenbach, das 1939 in Landkreis Eschenbach in der Oberpfalz umbenannt wurde. Im Rahmen der Gebietsreform in Bayern wurde die Gemeinde am 1. Juli 1972 in die Stadt Pegnitz eingegliedert.